# VR Bank Enz plus
Die VR Bank Enz plus eG war eine Genossenschaftsbank mit Sitz in Remchingen. Im Jahr 2022 fusionierte die Bank mit der Volksbank Karlsruhe Baden-Baden eG und der Volksbank Pforzheim eG zur Volksbank pur eG mit Sitz in Karlsruhe.

## Geschichte
Am 12. Januar 1907 fand die amtliche Eintragung der Volksbank Wilferdingen Gesellschaft m.b.H. statt. Die Urkundenausstellung war vor dem Notariat Durlach. In den Jahren 1958–1970 eröffnete die Volksbank die Geschäftsstellen Kleinsteinbach (1958), Söllingen (1962), Königsbach (1966) und Nöttingen (1970). Zum 1. Januar 1975 kam es zum Zusammenschluss der beiden Bankinstitute Volksbank Wilferdingen und Spar- und Kreditbank Mittleres Pfinztal. Zum 1. Januar 1978 trat die Fusion mit der Raiffeisenbank Mutschelbach in Kraft. Zwanzig Jahre danach fusionierten die drei Genossenschaftsbanken Volksbank Wilferdingen, Volksbank Keltern und Raiffeisenbank Dietlingen zur Volksbank Wilferdingen-Keltern eG. Die Bankhauptstelle der Volksbank Wilferdingen-Keltern wurde von 2010 bis 2013 modernisiert. 
Parallel dazu schlossen sich 2003 die Spar- und Kreditbank eG Niefern-Öschelbronn und die Raiffeisen-Gebietsbank eG, Neuhausen, zur VR Bank Enzkreis eG mit Sitz in Niefern-Öschelbronn zusammen, 
deren Namen 2005 nach einem Rechtsstreit mit anderen Genossenschaftsbanken der Region in VR Bank im Enzkreis eG abgeändert wurde.
Im Jahre 2017 fusionierten die Volksbank Stein Eisingen, die Raiffeisenbank Bauschlott, die VR Bank im Enzkreis und die Volksbank Wilferdingen-Keltern zur VR Bank Enz plus eG.

## Finanzverbund
Die Bank gehörte zur Genossenschaftlichen FinanzGruppe der Volksbanken Raiffeisenbanken und war der Sicherungseinrichtung des Bundesverbandes der Deutschen Volksbanken und Raiffeisenbanken (BVR) angeschlossen. 

## Geschäftsgebiet
Das Geschäftsgebiet der VR Bank Enz plus umfasste 24 Standorte. 

## Ausbildung und Personalentwicklung
Die VR Bank Enz plus wurde für einen von der Industrie- und Handelskammer Nordschwarzwald aufgerufenen Wettbewerb für innovative Personalprojekte mit dem IHK-Personalmanagement-Preis 2010 ausgezeichnet. Die Jury-Mitglieder aus Hochschul- und Praxisvertretern prämierten das Personalprojekt „Karrierepaket“ als Sieger.
Das Karrierepaket beinhaltete die klassische Ausbildung und enthielt zusätzlich Weiterbildungsangebote im Anschluss an die Ausbildung. 